# Дюбуа, Леон
Леон Дюбуа (фр. Léon Dubois; 10 января 1859, Брюссель — 19 ноября 1935, Буафор под Брюсселем) — бельгийский дирижёр, композитор и музыкальный педагог.
Учился в Брюссельской консерватории у Альфонса Майи (орган) и Жозефа Дюпона (композиция). В 1889 году начал работать оперным дирижёром в Нанте, где поставил в том числе и свою одноактную комическую оперу «Торжество Сганареля» (фр. La Revanche de Sganarelle), в 1890 году вернулся в Бельгию для работы в брюссельском оперном театре Ла Монне, в 1891 году дирижировал оперой в Льеже, затем в 1892—1897 годах снова в Ла Монне. В 1899—1912 годах руководил музыкальной школой в Лёвене. В 1912—1925 годах — директор Брюссельской консерватории.
Среди наиболее значительных сочинений Дюбуа — балет «Смерть» (фр. Le Mort; 1884, по Камилю Лемонье) и опера «Эдени» (фр. Edénie; 1912, либретто также Лемонье).